# Palmera (Safor)
Palmera és un municipi del País Valencià de la comarca de la Safor.

## Geografia
Situat al sud-est de la província de València. El terme, un relleu totalment pla, ja que s'assenta sobre la plana al·luvial plistocènica que ocupa quasi la totalitat de l'horta de Gandia. Té un clima mediterrani suau.
Des València s'accedix a Palmera, per carretera, a través de la N-332 o bé de l'AP-7.

### Localitats limítrofes
El terme municipal de Palmera limita amb les següents localitats: Alqueria de la Comtessa, Bellreguard, Miramar i Piles, totes elles de a la mateixa comarca, la Safor.

## Història
Amb l'expulsió dels moriscos va haver de quedar totalment despoblada.
Durant el segle xix, després de superar la crisi de la seda i transformar la seua agricultura cap al cultiu del taronger, la població assoliment duplicar fins a arribar als 458 habitants en 1900. La seua història local manca de fets rellevants i queda immersa en l'esdevenir històric del ducat de Gandia, al senyoriu va pertànyer fins a les lleis desvinculadores de les Corts de Cadis en 1814.

## Demografia
| 1990 | 1992 | 1994 | 1996 | 1998 | 2000 | 2002 | 2004 | 2005 | 2007 | 2008 | 2009 | 2010 | 2011 | 2012  | 2013  |
| ---- | ---- | ---- | ---- | ---- | ---- | ---- | ---- | ---- | ---- | ---- | ---- | ---- | ---- | ----- | ----- |
| 482  | 468  | 457  | 497  | 544  | 532  | 611  | 605  | 656  | 813  | 926  | 947  | 965  | 989  | 1.022 | 1.003 |

## Economia
La seua riquesa descansa en l'agricultura, tota ella regadiu i especialitzada amb caràcter de monocultiu en la producció de cítrics. Compta a més amb algunes cadenes de bestiar boví. La propietat està molt repartida, i les seues parcel·les acusen el típic minifundisme de les terres valencianes.
Fins als anys 1990 el poble vivia quasi exclusivament del cultiu de la taronja. A principis del segle xxi el seu desenvolupament es basa en la creació d'una zona de repòs per als habitants i residents de Gandia. Els seus tarongerars van perdent importància en favor d'un urbanisme salvatge i depredador de la naturalesa. En l'actualitat, entre el polígon industrial i la nova zona residencial doblen la superfície del que era el poble en els anys 90.

## Política i Govern

### Corporació municipal
El Ple de l'Ajuntament està format per 9 regidors. En les eleccions municipals de 26 de maig de 2019 foren elegits 7 regidors de Compromís per Palmera (Compromís) i 2 del Partit Socialista del País Valencià (PSPV-PSOE).
| Eleccions municipals de 26 de maig de 2019 - Palmera                                                                          |                                          |                                     |                                     |      |          |          |
| Candidatura | Candidatura                              | Candidatura                         | Cap de llista                       | Vots | Vots     | Regidors |
| | Compromís per Palmera                    |                                     | Álvaro Català Muñoz                 | 466  | 73,85%   | 7 ()     |
| | Partit Socialista del País Valencià-PSOE |                                     | Àngel Boluda Berbegall              | 147  | 23,30%   | 2 (+2)   |
| | Altres candidatures                      |                                     |                                     | 16   | 2,54%    | 0        |
| | Vots en blanc                            |                                     |                                     | 2    | 0,32%    |          |
| Total vots vàlids i regidors                                                                                                  | Total vots vàlids i regidors             | Total vots vàlids i regidors        | Total vots vàlids i regidors        | 632  | 100 %    | 9 (+2)   |
| | Vots nuls                                | Vots nuls                           | Vots nuls                           | 11   | 1,71%    |          |
| Participació (vots vàlids més nuls)                                                                                           | Participació (vots vàlids més nuls)      | Participació (vots vàlids més nuls) | Participació (vots vàlids més nuls) | 642  | 88,19%** |          |
| Abstenció | Abstenció                                | Abstenció                           | Abstenció                           | 86*  | 11,81%** |          |
| Total cens electoral | Total cens electoral                     | Total cens electoral                | Total cens electoral                | 728* | 100 %**  |          |
| Alcalde: Álvaro Català Muñoz (Compromís) (15/06/2019) Per majoria absoluta dels vots dels regidors (7 de Compromís)           |                                          |                                     |                                     |      |          |          |
| Fonts: JEC, JEZ Gandia, M. Interior, Periòdic Ara. (* No són vots sinó electors. ** Percentatge respecte del cens electoral.) |                                          |                                     |                                     |      |          |          |

### Alcaldes
Des de 1999 l'alcalde de Palmera és Álvaro Català Muñoz de Compromís.
| Període                       | Alcalde o alcaldessa  | Partit polític | Data de possessió | Observacions |
| ----------------------------- | --------------------- | -------------- | ----------------- | ------------ |
| 1979–1983                     | Jaime Lorente Femenía | UCD            | 19/04/1979        | --           |
| 1983–1987                     | José Romero Femenía   | PSPV-PSOE      | 28/05/1983        | --           |
| 1987–1991                     | José Romero Femenía   | PSPV-PSOE      | 30/06/1987        | --           |
| 1991–1995                     | José Romero Femenía   | PSPV-PSOE      | 15/06/1991        | --           |
| 1995–1999                     | José Romero Femenía   | EUPV-EV        | 17/06/1995        | --           |
| 1999–2003                     | Álvaro Català Muñoz   | Bloc           | 03/07/1999        | --           |
| 2003–2007                     | Álvaro Català Muñoz   | Bloc-EV        | 14/06/2003        | --           |
| 2007–2011                     | Álvaro Català Muñoz   | Bloc           | 16/06/2007        | --           |
| 2011–2015                     | Álvaro Català Muñoz   | Compromís      | 11/06/2011        | --           |
| 2015–2019                     | Álvaro Català Muñoz   | Compromís      | 13/06/2015        | --           |
| 2019-2023                     | Álvaro Català Muñoz   | Compromís      | 15/06/2019        | --           |
| Des de 2023                   | n/d                   | n/d            | 17/06/2023        | --           |
| Fonts: Generalitat Valenciana |                       |                |                   |              |

## Monuments
- Església Parroquial. Està dedicada a la Puríssima Concepció.

## Festes locals
- Festes Majors. Celebra les seues festes locals al juny.